# Bernard Gustaw z Badenii-Durlach
Bernard Gustaw z Badenii-Durlach, właściwie Gustaw Adolf z Badenii-Durlach (ur. 24 grudnia 1631, zm. 26 grudnia 1677 w Hammelburgu) – dowódca w wojsku szwedzkim, a po przejściu na katolicyzm opat w Fuldzie i kardynał, z dynastii Zähringen. 

## Życiorys
Gustaw Adolf był najmłodszym spośród synów margrabiego Badenii-Durlach Fryderyka V. Jego matką była druga żona Fryderyka, Eleonora z Solms-Laubach. Imiona Gustaw Adolf otrzymał po swym ojcu chrzestnym, królu szwedzkim Gustawie II Adolfie. Został wychowany w wierze luterańskiej. 
Początkowo podjął karierę wojskową. W wojsku weneckim walczył przeciwko Turkom podczas wojny kandyjskiej. W 1655 uczestniczył w szwedzkim najeździe na Polskę. Po długim pobycie w Rzymie 24 sierpnia 1660 dokonał konwersji na wiarę katolicką, a przy bierzmowaniu przyjął imię Bernard. Wstąpił na służbę do wojsk Habsburgów i wziął udział w wojnie austriacko-tureckiej w 1664 (odznaczył się w bitwie pod Szentgotthárd).
Potem rozpoczął karierę duchowną. W 1665 przyjął tzw. święcenia niższe i został kanonikiem w Kolonii. Wkrótce został też kanonikiem w Strasburgu, Liège i Pasawie. Wstąpił do zakonu benedyktynów w klasztorze Rheinau, skąd w 1667 przeniósł się do klasztoru w Fuldzie. Tu w 1671 został opatem, rok później podobną funkcję objął w klasztorze Kempten. Także w 1671, dzięki poparciu cesarskiemu, otrzymał godność kardynała. W konklawe w 1676 wziął udział jako kardynał i poseł cesarza.